# Aeroporto di Scalea
L'aviosuperficie di Scalea è situata nell'Alto Tirreno Cosentino, nel Comune di Scalea, in Provincia di Cosenza. Dispone di un'unica pista in asfalto lunga 1 975 metri e larga 30 metri, orientata 09/27.
Vi si svolgono le seguenti attività: trasporto pubblico, elisoccorso, scuola di volo, turismo, lavoro aereo, protezione civile, paracadutismo, volo a vela e VDS. Seppure piccolo, sono disponibili i servizi di handling, parcheggio e rifornimento per aeroplani. Numerosi aerei anfibi utilizzano l'aviosuperficie come base operativa a terra.
Le attività sono permesse per gli aerei civili, mentre sono H24 per gli aerei militari e di soccorso, tutti i giorni della settimana.